# Bruce-explotación

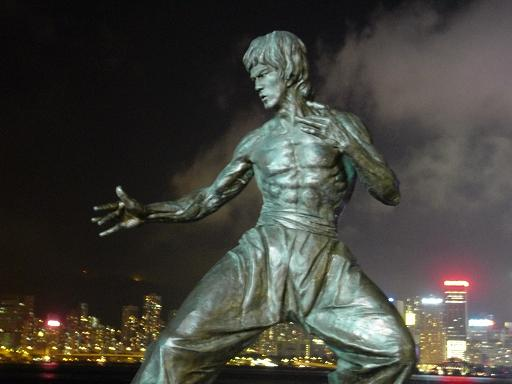
Estatua de Bruce Lee en Hong Kong.

La Bruce-explotación (Bruceploitation en inglés) fue un fenómeno cultural de la década de 1970 con una marcada sobrexplotación post mortem del ícono de las artes marciales del siglo XX, Bruce Lee, después de su muerte acaecida en 1973 en el mercado cinematográfico chino y que inundó las salas de cientos de films con actores que intentaban ser émulos de la popular y desaparecida estrella. Este fenómeno perduró por una década y no solo fue asociada al cine sino que también a las academias en todo el mundo y la literatura sobre artes marciales.

## Historia
El 20 de julio de 1973, Bruce Lee fallecía sorpresivamente en Hong Kong en el pináculo de la popularidad dejando un vacío en un público ávido de los clásicos de Lee en la pantalla grande. Los productores chinos captaron esta necesidad de marketing de mantener viva la figura de Lee y bajo el pretexto de rendir homenaje a Bruce Lee, se lanzaron a buscar actores que se pareciesen físicamente a la estrella y que además pudieran imitar sus gestos y estilo de artes marciales.
Aparecieron de este modo decenas de actores chinos que incluso se cambiaron su nombre artístico a nombres similares siendo los tres principales Bruce Li, Bruce Le y Dragon Lee, sin olvidar a Bruce K. Lea, Bruce Ly o Bronson Lee.
Algunos de estos actores resultaron bastante parecidos a la fisonomía del extinto actor y otros que ni siquiera se parecían pero que imitaban a Bruce Lee en el más mínimo gesto, estos actores se dieron cuenta de que si lograban captar a los productores emulando al actor original podían lograr la fama y el éxito prestado que de otro modo jamás habrían conseguido por sí mismos si no fuera por las aras del destino. Muchos de estos films explotaron no solo la figura como artista marcial de Bruce Lee sino que llegaron a la ignominia de tratar la vida íntima del actor mostrando detalles escabrosos y fantasiosos y resultaron para quienes conocieron a Bruce Lee en la vida diaria, rechazaran de plano las falsedades con fines comerciales con que se intentaba atraer al público. Los primeros intentos llegaron a ser extremadamente burdos al usar actores con la un recorte a color de la cara de Bruce Lee sobre su rostro.
Algunos de los nombres de los films de este tipo fueron Re-Enter of Dragon, Enter Another Dragon, Bruce Lee vuelve a pelear desde la tumba, Tower of Death, etc.
Asimismo, a varios actores secundarios que habían acompañado a Bruce Lee en los films originales fueron ofertados para brindar con su presencia una mayor atracción para el público en estos filmes de segunda categoría, como es el caso de Bolo Yeung. Entre estos films, se destacan el protagonizado por la misma actriz Betty Ting Pei (quien fuera testigo de la muerte de Lee en su apartamento) y que muestra a un Bruce Lee como un actor enfermizo, decadente y adicto a las drogas en el film -Bruce Lee y yo- y que fuera producido nada menos que por Raymond Chow, el mismo productor de muchos de los verdaderos films iniciales de Lee. Incluso el actor Chuck Norris enfrenta en un episodio de Walker, Texas Ranger a varios clones de Bruce Lee y los derrota, aunque en la vida real siempre él manifestó que el estilo y técnica de Bruce Lee era muy superior al suyo.
Otros films medianamente mejor logrados fueron protagonizados por el actor Ho Chung-Tao de gran parecido y por el actor Mun Kyong-sok que además transmiten en cierto modo la esencia del actor original.
Esta tendencia fue disminuyendo en los años 80 en la medida que aparecían otros actores con estilos renovados y un tanto diferentes con es el caso de Jackie Chan y Jet Li. 
Otra manifestación de este fenómeno fue el lucir en algún lugar predominante,  una foto de Bruce Lee en la mayorías de las academias de artes marciales de todo el mundo como un estímulo para atraer estudiantes.
El 21 de noviembre de 2017 se publicó el primer libro en castellano sobre el tema, Bruceploitation. Los Clones de Bruce Lee escrito por Iván E. Fernández Fojón y editado por Applehead Team Creaciones dentro de la colección La Generación del Videoclub.[cita requerida]

## Videojuegos
Varios videojuegos de lucha cuentan con personajes cuya apariencia física, vestuario, técnicas, ataques, gritos y posturas de combate están basadas en las de Bruce Lee entre ellos están:
- Fei Long — Street Fighter
- Kim Dragon — World Heroes
- Jann Lee — Dead or Alive
- Marshall Law — Tekken
- Forrest Law — Tekken
- Liu Kang — Mortal Kombat
- Kenshiro — Fist of the North Star
- Rock Lee — Naruto
- Kamen Rider Meteor — Kamen Rider Series